# 마쓰다 게이타
마쓰다 게이타(일본어: 松田 佳大, 2000년 5월 17일~)는 일본의 축구 선수이다.

## 구단 경력
그는 2023년 J2리그의 미토 홀리호크에 입단했다. 3월 J3리그의 FC 오사카로 임대 이적했다. 6월 미토 홀리호크로 복귀했다. 2024년 J1리그의 교토 상가 FC로 이적했다. 2025년 J2리그의 레노파 야마구치 FC로 이적했다.